# 加茂市・田上町消防衛生組合
加茂市・田上町消防衛生組合（かもし・たがみまちしょうぼうえいせいくみあい）は、加茂市、田上町の1市1町で構成する一部事務組合。

## 共同事務
- ごみ処理施設の設置及び管理運営
- し尿処理施設の設置及び管理運営
- 火葬場の設置及び管理運営並びに整備
- 消防及び救急業務

## 組織
- 管理者
  - 会計管理者
  - 副管理者
    - 事務局（長）
      - 清掃センター（ごみ処理施設）
      - 衛生センター（し尿処理施設）
      - 斎場（火葬施設）

    - 消防長
      - 総務課
      - 予防課
      - 警防課
      - 消防署
        - 田上出張所

## 管内の現況
管内の人口 - 38,547人
- 加茂市 - 26,905人
- 田上町 - 11,642人

2019年（令和元年）8月1日現在
管内の世帯数 - 14,453世帯
- 加茂市 - 10,251世帯
- 田上町 - 4,202世帯

2019年（令和元年）8月1日現在
管内の面積 - 165.43 km2
- 加茂市 - 133.72 km2
- 田上町 - 31.71 km2

2018年（平成30年）10月1日現在

## 常備消防
加茂地域消防本部（かもちいきしょうぼうほんぶ）は、加茂市、田上町の1市1町を管轄する消防部局（消防本部）。

### 組織
消防職員の数は2018年（平成30年）4月1日現在、59人である。
- 消防長
  - 総務課
    - 庶務係
    - 通信係

  - 予防課
    - 指導係
    - 予防係

  - 警防課
    - 警防係
    - 救急救助係
    - 機械係

  - 消防署
    - 第1小隊
    - 第2小隊
    - 第3小隊
    - 田上出張所

### 所在地
- 消防本部・消防署 - 〒959-1327 新潟県加茂市千刈2丁目8番1号
- 田上出張所 - 〒959-1502 新潟県南蒲原郡田上町大字田上丙234番地